# Martin Georgiev
Martin Pavlov Georgiev (in bulgaro Мартин Павлов Георгиев?; Sofia, 24 settembre 2005) è un calciatore bulgaro, difensore dello Slavia Sofia.

## Caratteristiche tecniche
Gioca come difensore centrale.

## Carriera

### Club
Georgiev è cresciuto nel settore giovanile dello Slavia Sofia, con cui ha debuttato l'11 settembre 2021 nell'incontro di Părva profesionalna futbolna liga pareggiato 1-1 contro il CSKA Sofia. Il 15 luglio 2022 è stato ceduto a titolo definitivo al Barcellona, che lo ha assegnato alla formazione Under-19. Pochi mesi dopo è stato nominato dal quotidiano inglese The Guardian uno dei sessanta migliori giovani giocatori nati nel 2005 in tutto il mondo.
Dopo una sola stagione in Spagna, il 4 luglio 2023 ha fatto ritorno in prestito allo Slavia per disputare la stagione 2023-2024. Il 10 novembre seguente ha segnato il suo primo gol in carriera decidendo la sfida contro il Botev Vraca terminata 1-0.

### Nazionale
Ha giocato con le nazionali giovanili bulgare Under-17, Under-19 e Under-21.

## Statistiche
Statistiche aggiornate al 5 agosto 2023.

### Presenze e reti nei club
| Stagione        | Squadra         | Campionato      | Campionato | Campionato | Coppe nazionali | Coppe nazionali | Coppe nazionali | Coppe continentali | Coppe continentali | Coppe continentali | Altre coppe | Altre coppe | Altre coppe | Totale | Totale | Totale |
| Stagione        | Squadra         | Comp            | Pres       | Reti       | Comp            | Pres            | Reti            | Comp               | Pres               | Reti               | Comp        | Pres        | Reti        | Pres   | Reti   |        |
| --------------- | --------------- | --------------- | ---------- | ---------- | --------------- | --------------- | --------------- | ------------------ | ------------------ | ------------------ | ----------- | ----------- | ----------- | ------ | ------ | ------ |
| 2021-2022       | Slavia Sofia    | 1L              | 6          | 0          | CB              | 1               | 0               |                    | -                  | -                  |             | -           | -           | 7      | 0      |        |
| 2023-2024       | Slavia Sofia    | 1L              | 24         | 2          | CB              | 1               | 0               |                    | -                  | -                  |             | -           | -           | 25     | 2      |        |
| Totale carriera | Totale carriera | Totale carriera | 30         | 2          |                 | 2               | 0               |                    | -                  | -                  |             | -           | -           | 32     | 2      |        |